# Lucía Palacios
Lucía Palacios (Moral de Calatrava, España, 27 de julio de 1972) es una directora y productora de cine hispanoalemana. Además, dirige junto a Dietmar Post el sello musical Play loud! music.

## Biografía
Lucía Palacios estudió Ciencias de la Información (Imagen y Sonido) en la Universidad Complutense de Madrid. Gracias a una beca del Ministerio de Cultura, asistió en 1996 a un curso intensivo de cine en la New York University – School of Continuing Education. Tras finalizar el curso, permaneció en Nueva York, donde fundó con su compañero Dietmar Post Play loud! productions.
Su primer cortometraje como productora llevó por título Cloven Hoofed / Pezuñas de diablo (16 mm), cuyo estreno tiene lugar en el Festival Internacional de Cine de Róterdam en 1998. Ha trabajado como productora, directora de producción y periodista para televisión. Dirige entrevistas con personalidades como Robert Altman, Anthony Hopkins, Meryl Streep, Glenn Close o Penélope Cruz, para los programas Magacine (Canal+) y Días de Cine (TVE).
Ha producido anuncios de TV para las empresas alemanas Ision y Telekom (35 mm), así como vídeos musicales para el canal musical de televisión VIVA (35 mm).
En 1997 comienza la producción del documental Monks - the transatlantic feedback como codirectora y coproductora, sobre la primera banda de música de vanguardia de la historia. Este documental se realizó en coproducción con la cadena de televisión pública alemana ZDF. En 1998 produce su segundo cortometraje como productora: Turtle Monkey (16 mm), dirigido por el cineasta alemán Heiko Kalmbach (premio Néstor Almendros 1999).
En 1998 dirige la producción del largometraje bélico The Fallen / La caída dirigido por el americano Ari Taub.
Entre 1998 y 2000 trabaja como directora de producción para CEM Blue, una productora española con sede en Nueva York, colaboradora de Canal + España y SAT1 Alemania. Durante su labor con CEM Blue, Lucía tiene la oportunidad de trabajar con cineastas españoles de la talla de Manuel Palacio o Javier Corcuera (La espalda del mundo).
En 1999 participa en la producción del cortometraje Heart of Gold (Corazón de Oro) (16 mm), del director español Guido Jiménez-Cruz (premio a la Mejor Fotografía en el Festival Internacional de Cine de Elche 2001).
En 2000 coproduce y codirige el documental Reverend Billy & The Church of Stop Shopping (El Reverendo Billy y su Iglesia de parar las compras), sobre el artista, activista político y dramaturgo americano Bill Talen, alias Reverendo Billy. La película obtiene una buena acogida en festivales y cines de todo el mundo. Bill Talen se presenta en 2009 como candidato a la alcaldía de Nueva York por el Partido Verde.
En 2001 dirige la producción en EE. UU. del documental Nomi Song (La canción de Nomi), del cineasta americano Andrew Horn (Berlinale, 2004, Premio Teddy).
En 2002 se traslada a Alemania.
En abril de 2005 crea su propia empresa de producción audiovisual, Lucía Palacios P.C.
Su segundo trabajo como codirectora, Monks - The Transatlantic Feedback, se estrena en los cines alemanes en otoño del 2006 y es emitida por el canal público alemán ZDF a finales de 2006. En el año 2008 obtuvieron el premio Grimme por Monks - The Transatlantic Feedback, y en 2016 su documental German Pop & Circumstance fue nominado al mismo premio.
En 2013 estrenaron el documental Los llanos del Caudillo sobre las colonias fundadas durante el franquismo.

## Filmografía
- 2002 - Reverend Billy & The Church of Stop Shopping (EE. UU., Alemania y España)
- 2006 - Monks – The Transatlantic Feedback (EE. UU., Alemania y España)
- 2009 - Klangbad: Avant-garde in the Meadows (EE. UU., Alemania y España)
- 2010 - Faust: Live at Klangbad Festival (EE. UU., Alemania y España)
- 2013 - Donna Summer: Hot Stuff (EE.UU., Alemania y España)
- 2013 - Los colonos del Caudillo (España y Alemania)
- 2015 - German Pop & Circumstance (Alemania)
- 2018 - La causa contra Franco

## Premios
- 2003 - Festival Internacional de Cine de Melbourne (premio al mejor documental: Reverend Billy)
- 2004 - Festival de Cine de Tarragona REC (premio a la mejor ópera prima: Reverend Billy)
- 2006 - Festival Internacional de Cine de Leeds (premio del público: The Transatlantic Feedback)
- 2006 - Premio de Cine de Hessen (nominación al mejor documental: The Transatlantic Feedback)
- 2007 - Festival Berlin & Beyond de San Francisco (premio del público: The Transatlantic Feedback)
- 2007 - Festival Internacional de Cine de Wurzburgo (premio del público al mejor documental: The Transatlantic Feedback)
- 2007 - Festival Internacional de Documentales de Milán (premio al mejor montaje: The Transatlantic Feedback)
- 2008 - Premio Adolf Grimme (mejor guion y mejor dirección: The Transatlantic Feedback)